# Comarca de los Vélez
La Comarca de los Vélez è una comarca della provincia di Almería, nel sudest della Spagna. Secondo il censimento del 2011 ha una popolazione di 12.567 abitanti.

## Comuni
- Vélez-Blanco
- Vélez-Rubio
- María
- Chirivel